# Phengodes bolivari
Phengodes bolivari is een keversoort uit de familie Phengodidae. De wetenschappelijke naam van de soort is voor het eerst geldig gepubliceerd in 1980 door Zarazoga.